# District de Cérilly
Le district de Cérilly était une division administrative du département de l'Allier de 1790 à 1795.
Il était composé de 8 cantons : Cérilly, Ainay-le-Château, Meaulne, Hérisson, Lurcy-Lévis, Bourbon-l'Archambault, Ygrande et Le Veurdre.